# Haifischflossensuppe

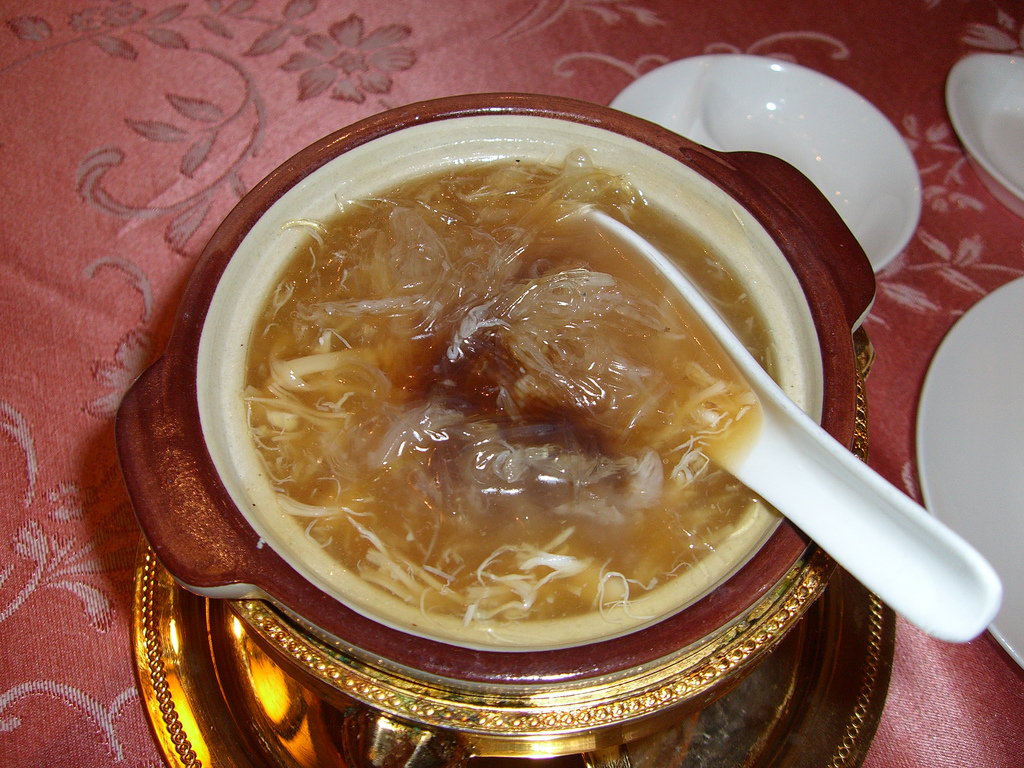
Haifischflossensuppe

Haifischflossensuppe (chinesisch 魚翅羹, Pinyin Yúchì Gēng, IPA (hochchinesisch) [y̌.ʈʂʰɨ̂ kə́ŋ], Yale Yùh-chi Gāng, IPA (kantonesisch) [jy̏ː.tsʰīː kɐ́ŋ]), ein ursprünglich kantonesisches Regionalgericht, gehört zu den klassischen Gerichten der chinesischen Küche.
Geschätzt wird sie in China weniger wegen ihres Geschmacks als vielmehr wegen ihrer gelatinösen Konsistenz, die jener der Vogelnestersuppe ähnelt. Außerdem steht sie in dem Ruf, die Lebenskraft und die inneren Organe zu stärken. Wegen ihres hohen Preises wird sie heute aber vor allem aus Prestigegründen konsumiert, etwa bei Festbanketten und zu Hochzeiten. Einige Menschen glauben, dass Haifischflossensuppe gegen Potenzprobleme hilft.
Grundlage der Suppe bildet die eigentlich geschmacklose, knorpelige Substanz, aus der die Haifischflossen bestehen. Sie werden in Hühnerbrühe gekocht, bis sie sich in ihre faserigen Bestandteile auflösen, die im Ergebnis dünnen Glasnudeln aus Mungbohnenstärke ähnlich sind – welche deshalb auch als billiger Ersatz Verwendung finden.
Die im Handel erhältlichen getrockneten und gebleichten Haifischflossen werden in der chinesischen Küche zu den Vier Schätzen des Meeres gezählt; dazu gehören noch die Seeohren, die Seegurke und die Schwimmblase bestimmter Fische.
Problematisch an dem Gericht ist, dass Haie in großer Zahl dafür aus dem Meer gefischt werden. Außerdem ist es giftig, weil die Haut von Haien viele Toxine enthält.

## Markt

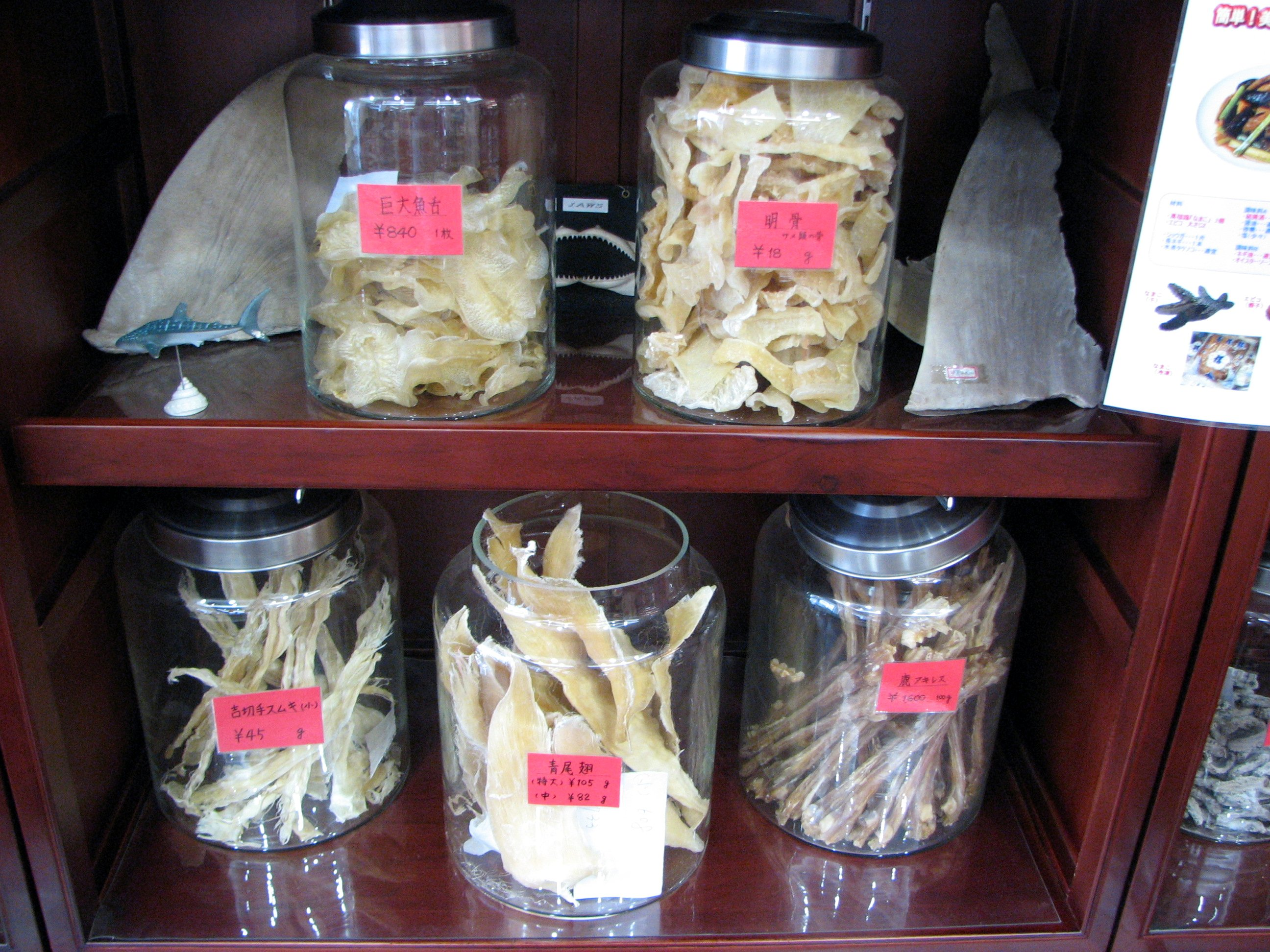
Haifischflossen und andere Haifischteile in einer chinesischen Apotheke

Der Verzehr von Haifischflossen in Restaurants in Hongkong ist in den letzten Jahren zurückgegangen, aber insgesamt hat er durch zunehmende Nachfrage aus China zugenommen, da der wirtschaftliche Aufschwung in China die an sich teure Delikatesse für ein größeres Publikum erschwinglich macht.
Basierend auf Informationen des Hongkonger Haifischflossenhandels kann man von einer jährlichen Steigerungsrate von 5 % ausgehen.
Flossen des vom Aussterben bedrohten Sägerochens „sind auf den asiatischen Märkten sehr geschätzt und gehören zu den wertvollsten Haifischflossen“. Sägerochen gehören zu den am meisten geschützten Spezies gemäß der Convention on International Trade in Endangered Species (CITES), Appendix I, aber angesichts des riesigen Handelsvolumens mit Haifischflossen und der Schwierigkeit, vom Rumpf abgetrennte Flossen zu identifizieren, kann bezweifelt werden, dass die CITES-Einstufung den Handel mit Sägerochenflossen wesentlich beeinflusst.
Ein Drittel aller nach Hongkong importierten Haifischflossen kommt aus Europa. Spanien ist dabei mit 2.000 bis 5.000 Tonnen pro Jahr der weitaus größte Lieferant. Norwegen liefert 39 Tonnen, aber England, Frankreich, Portugal und Italien sind ebenfalls bedeutende Zulieferer.
Über Hongkong werden mindestens 50 %, vielleicht sogar 80 % des Welthandels mit Haifischflossen abgewickelt; die Hauptzulieferer kommen aus Europa, Taiwan, Indonesien, Singapur, Vereinigte Arabische Emirate, USA, Jemen, Indien, Japan und Mexiko.
Malaysia hat angekündigt, dass ab 2012 die Jagd auf Haifische vor der Küste Sabahs verboten wird.

## Kritik
Die „Gewinnung“ der Haifischflossen wird von Biologen und Umweltschutzorganisationen außerhalb Asiens heftig und oft kritisiert. Verschiedene Haiarten werden nach ihren Aussagen gezielt oder als Beifang genutzt; den meist noch lebenden Tieren werden die Flossen abgeschnitten (das sogenannte Shark-Finning) und die Tiere ins Meer zurückgeworfen, wo sie entweder durch Blutverlust verenden oder ersticken, da bei Haien nur durch ständiges Schwimmen sauerstoffreiches Wasser an den Kiemen vorbeigeführt wird. Schätzungen zur Anzahl der so getöteten Haie bewegen sich zwischen 10 und 100 Millionen Tieren pro Jahr.
Ein weiterer negativer Aspekt gründet sich auf dem Umstand, dass Haie am Ende der Nahrungskette stehen und dementsprechend viele Schadstoffe im Organismus einlagern. Vor allem Quecksilber könne unter Umständen bei häufigem Verzehr von Haiprodukten ein Gesundheitsrisiko darstellen.